# Trombone Shorty
Troy Andrews (New Orleans, 1986. január 2. –) amerikai zenész, producer, színész New Orleans-ból (Louisiana).
Leginkább harsonásként és trombitásként ismert, de dobol, orgonál és tubán is játszik. A rock, a pop, a jazz, a funky és a hiphop is a repertoárján van.
Az együttesvezető James Andrews az öccse. Troy maga Jessie Hill unokája.

## Pályakép
Troy Andrews tizenhat éves korában kiadta első, „Swingin 'Gate” című albumát, amelyre már felfigyelt a kritika. Ezt további lemezek követték, köztük számos élő felvétel is a 2004 és 2008 közötti „New Orleans Jazz és Heritage Fesztiválon” való fellépéseiről.
Sok európai jazzfesztiválon is fellépett, többek között Lenny Kravitz 2005-ös világturnéján, valamint a U2-val és a Green Day együttessel is.

## Lemezeiből
- Trombone Shorty’s Swingin’ Gate (2002)
- 12 & Shorty (2004, és James Andrews)
- The End of the Beginning (2005, Troy Andrews Quintet)
- Trombone Shorty Meets Lionel Ferbos (2005, és Lionel Ferbos)
- Orleans & Claiborne (2005, és Orleans Avenue)

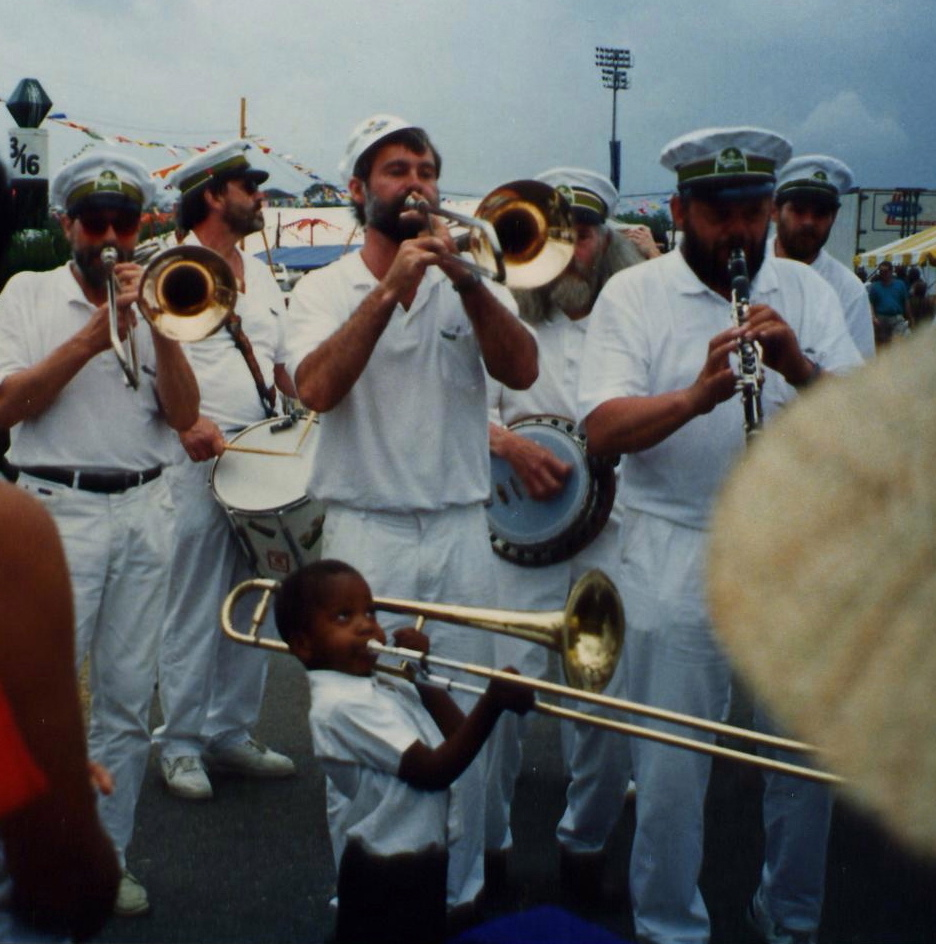
New Orleans Jazz & Heritiage Festival, 1991

- Backatown (2010)
- For True (2011)
- Say That to Say This (2013)
- Parking Lot Symphony (2017)
- Lifted (2022)